# Chillicothe (Ohio)
Pour les articles homonymes, voir Chillicothe.
Chillicothe est une ville américaine située dans l'État de l'Ohio. Parfois surnommée Ohio's First Capital, elle est le siège du comté de Ross. La ville est connue pour abriter une prison pour prisonniers condamnés à la peine de mort, la Chillicothe Correctional Institute (en). Elle a été la capitale de l’Ohio de 1803 à 1810, puis de 1812 à 1816.

## Géographie
Selon les données du Bureau du recensement des États-Unis, Chillicothe a une superficie de 25,2 km2 (soit 9,7 mi2) dont 24,7 km2 (soit 9,5 mi2) en surfaces terrestres et 0,5 km2 (soit 0,2 mi2) en surfaces aquatiques.

## Lieux et sites
Le Cercle de Shriver avec ses ouvrages en terre (33 RO 347) est un site archéologique précolombien de la culture de l'Ohio Hopewell, de 200 av. J.-C. à 500 apr. J.-C., situé à Chillicothe. Ce site est l'un des plus vastes enclos circulaires de la culture Hopewell dans l'état de l'Ohio.

## Personnalité liée à la ville
- Noel Sickles, illustrateur et auteur de bande dessinée
- Esther Greisheimer, scientifique